# Afterburner (Fun Spot)
Afterburner is een voormalige shuttle-achtbaan in het Amerikaanse attractiepark Fun Spot Amusement Park & Zoo te Angola. Het was de enige achtbaan in Indiana met een inversie, totdat in 2008 in Indiana Beach de Steel Hawg opende. Afterburner was het prototype achtbaanmodel Launched Loop van Arrow Dynamics.
Van 1977 tot 1990 stond de achtbaan in Boardwalk and Baseball. Na de sluiting van het park werd de achtbaan verplaatst naar Fun Spot Amusement Park & Zoo.
Afterburner werd samen met het park gesloten in 2008. Hierna heeft de achtbaan van 2009 tot 2017 SBNO gestaan. Begin 2017 werd de achtbaan gesloopt.